# Ярантовиці (Вомбжезький повіт)
Ярантовиці (пол. Jarantowice, нім. Arnoldsdorf) — село в Польщі, у гміні Ринськ Вомбжезького повіту Куявсько-Поморського воєводства.
Населення — 656 осіб (2011).

## Демографія
Демографічна структура станом на 31 березня 2011 року:
|          | Загалом | Допрацездатний вік | Працездатний вік | Постпрацездатний вік |
| -------- | ------- | ------------------ | ---------------- | -------------------- |
| Чоловіки | 338     | 79                 | 234              | 25                   |
| Жінки    | 318     | 71                 | 177              | 70                   |
| Разом    | 656     | 150                | 411              | 95                   |

## Відомі люди
- Пауль Вегенер (1874 — 1948) — німецький актор і режисер.